# Ronnie Ray Smith
Ronald „Ronnie” Ray Smith (ur. 28 marca 1949 w Los Angeles, zm. 31 marca 2013 tamże) – amerykański lekkoatleta, sprinter, mistrz olimpijski z 1968 z Meksyku.
Podczas mistrzostw Stanów Zjednoczonych (AAU) 20 czerwca 1968 w Sacramento Smith był jednym z trzech zawodników, którzy jako pierwsi osiągnęli czas poniżej 10 sekund w biegu na 100 metrów (9,9 s – pomiar ręczny). W pierwszym półfinale uczynili to Jim Hines i Smith, a w drugim Charles Greene. Według pomiaru elektronicznego Smith przebiegł 100 m w 10,14 s (wobec 10,03 Hinesa i 10,10 Greene’a). Podczas eliminacji amerykańskich przed igrzyskami olimpijskimi w 1968 w Meksyku Smith zajął 4. miejsce w biegu na 100 metrów i zakwalifikował się tylko do występu w sztafecie 4 × 100 metrów. Był wówczas studentem San José State College.
Na igrzyskach biegł na 3. zmianie sztafety 4 × 100 metrów, która zdobyła złoty medal poprawiając rekord świata na 38,24 s (biegła w składzie: Greene, Melvin Pender, Smith i Hines).

## Rekordy życiowe
- bieg na 100 jardów – 9,3 s (1969)
- bieg na 100 metrów – 10,14 s (1968)
- bieg na 200 metrów – 20,4 s (1968)